# ويليام هولاند (سياسي)
ويليام هولاند هو سياسي كندي، ولد في 1782. انتخب عضو مجلس نواب نوفا سكوتيا.